# Pentaschistis longipes
Pentaschistis longipes är en gräsart som beskrevs av Otto Stapf. Pentaschistis longipes ingår i släktet Pentaschistis och familjen gräs. Inga underarter finns listade i Catalogue of Life.